# Корягин, Анатолий Иванович
Анатолий Иванович Корягин (род. 15 сентября 1938, Канск) — психиатр и советский диссидент. Кандидат медицинских наук. Исследователь политических злоупотреблений психиатрией в СССР.

## Ранние годы
Родился 15 сентября 1938 года в Канске (Красноярский край). Отец — служащий лесокомбината, мать (урождённая Зорина Екатерина) — рабочая. Отец погиб на войне в 1942 году, мать осталась с тремя детьми; Корягин рос в большой бедности. В 1956 году окончил десятилетнюю школу и поступил в военное радиолокационное училище (город Вильнюс), которое вскоре оставил и в 1957 году поступил в Красноярский медицинский институт.
Окончив институт в 1963 году, Корягин в течение 4 лет работал психиатром в Абакане. В 1967 году поступил в аспирантуру по психиатрии при Харьковском НИИ неврологии и психиатрии, тогда же женился (жена, урождённая Власова Галина, работала лаборантом в том же НИИ). В 1972 году защитил кандидатскую диссертацию на тему «Некоторые проблемы психопатологии и патофизиологии апатико-абулических состояний при шизофрении» и в том же самом году занял должность заместителя главврача по лечебной работе Красноярской краевой психиатрической больницы №1. В 1976 году стал заведовать психиатрическим отделением в областной больнице в городе Кызыле (столица Тувинской АССР). С 1978 года по февраль 1981 года работал врачом-консультантом в Харьковском областном психоневрологическом диспансере.
Как отмечал Корягин, ещё в Кызыле он столкнулся со случаем явного злоупотребления, когда по воле вышестоящего начальства человеку поставили неверный диагноз психического заболевания. Будучи членом комиссии экспертов, Корягин возражал против этого, но изменить ситуацию не смог.

## Обличение карательной психиатрии и суд
Находясь в Харькове, Корягин благодаря зарубежному радио узнал о существовании в СССР Рабочей комиссии по расследованию использования психиатрии в политических целях, созданной 5 января 1977 года при Московской Хельсинкской группе по инициативе Александра Подрабинека в целях выявления и обнародования сведений о случаях злоупотребления психиатрией и оказания помощи жертвам психиатрических репрессий. Корягин счёл своим долгом принять участие в работе комиссии, разыскал её членов и предложил свои услуги как специалиста. Таким образом с 1979 года началось сотрудничество Корягина в качестве врача-консультанта с Рабочей комиссией.
Комиссия поручала Корягину проводить экспертизы и обследования граждан, подвергавшихся психиатрическим репрессиям по политическим мотивам, и давать заключения об их психическом состоянии. Корягиным и другим врачом-консультантом комиссии, Александром Волошановичем, были освидетельствованы 55 диссидентов, которых освободили из психиатрических больниц или собирались поместить в них недобровольно. Корягин и Волошанович пришли к выводу, что изоляция этих людей не имела медицинских показаний, и начали кампанию за освобождение диссидентов, содержащихся в психиатрических больницах. Итоги работы Корягина, тщательно задокументированные, легли в основу статьи «Пациенты поневоле», опубликованной в журнале «Ланцет» и сыгравшей в 1981 году решающую роль в международном осуждении советских политических злоупотреблений психиатрией.
Однако члены организации подверглись репрессиям. Анатолий Корягин подвергся особенно суровым преследованиям — стремясь принудить его отречься от критики политических злоупотреблений психиатрией, власть оказывала сильное психологическое и физическое давление не только на самого Корягина, но и на его семью. В феврале 1981 года Корягин был арестован после того, как провёл экспертизу борца за права рабочих Алексея Никитина, признал его здоровым и передал своё заключение иностранным корреспондентам. В июне того же года Харьковский областной суд приговорил Корягина к 7 годам лишения свободы и 5 годам ссылки по обвинению в антисоветской агитации и пропаганде и в незаконном хранении огнестрельного оружия. В вину Корягину ставилось изготовление, распространение и хранение многих материалов, в том числе статьи «Пациенты поневоле». Второе из обвинений — в хранении огнестрельного оружия — было сугубо формальным и противоречило статье 218 УК РСФСР, исключающей уголовную ответственность за хранение гладкоствольных охотничьих ружей. Суд поставил ходатайство перед ВАК о лишении Корягина учёной степени, что и было сделано.

В стенограмме суда над Корягиным, опубликованной в 1982 году Amnesty International, содержится следующее его заявление: 
Суд надо мной является не актом правосудия, а средством подвергнуть меня репрессиям за мои взгляды. Независимо от приговора, вынесенного мне, — а я знаю, что он будет суровым, — я никогда не приму ситуацию, которая существует в нашей стране, где психически здоровые люди помещаются в психиатрические больницы за стремление мыслить независимо. Я знаю, что меня ожидают долгие годы физической изоляции, унижения и осмеяния, но я иду на них в надежде, что это увеличит шансы других жить на свободе.

## Заключение, признание и последующая жизнь
Свой срок Корягин начал отбывать в 37-й уральской зоне (Пермская область). Так как заключённые в лагере, где находился Корягин, не получали адекватного лечения имеющихся у них соматических заболеваний:59, он пытался по возможности оказать им помощь: консультировал людей, с установленным диагнозом требовал оказания им адекватной медицинской помощи. В качестве наказания за это его перевели в Чистопольскую тюрьму:60. В чистопольской тюрьме Корягин часто прибегал к голодовке, и по этой причине ему принудительно вводили питательные вещества и психотропные препараты. За протесты и постоянную пересылку информации на волю Корягину продлили срок заключения ещё на два года, часть срока он находился в колонии «Пермь-35».
Из тюрьмы Корягину удалось переправить на Запад письмо о своих суровых испытаниях. Генеральная Ассамблея Всемирной психиатрической ассоциации приняла резолюцию о присвоении Анатолию Корягину статуса персонального почётного члена Всемирной психиатрической ассоциации за «проявление в борьбе с извращённым использованием психиатрии в немедицинских целях профессиональной сознательности, мужества и преданности долгу — всё в исключительной мере»:17.
Протесты против пребывания Корягина в заключении высказывали Американская психиатрическая ассоциация и ряд других национальных психиатрических ассоциаций (норвежская, шведская и французская), а также различные правозащитные группы, в частности Amnesty International. Американская психиатрическая ассоциация присвоила ему статус почётного члена, когда он ещё находился в тюрьме, а Королевский колледж психиатров, присвоивший ему статус члена, направил Юрию Андропову письмо c просьбой об освобождении Корягина. В 1983 году Американская ассоциация по развитию науки удостоила Анатолия Корягина Премии научной свободы и ответственности. Amnesty International признала Корягина узником совести:68.
В конечном счёте Корягин был освобождён 19 февраля 1987 года. Хотя ему предложили убежище в Швейцарии, он вначале от эмиграции отказался, так как был арестован один из его сыновей, Иван, но затем в том же году эмигрировал в Швейцарию вместе со всей семьёй после освобождения сына. Сразу же после выезда в Швейцарию Корягин в 1987 году сообщил о 183 известных ему жертвах психиатрических репрессий в Советском Союзе и о 16 психиатрических больницах специального типа для диссидентов. На пресс-конференции Корягин призвал учредить международный трибунал, чтобы вести мониторинг за злоупотреблением психиатрией в мировом масштабе. В период гласности он остался значимым критиком советской психиатрической системы и жёстким критиком пыток. Сотрудничал со многими общественными организациями и лицами, занимающимися правозащитной и гуманитарной деятельностью.
Корягиным было сделано большое количество докладов на симпозиумах и конференциях во многих странах. Он дал множество интервью прессе самых разных стран, опубликовал около 30 статей правозащитной и другой политической тематики на русском и других европейских языках. Так, в 1990 году в журнале Королевского колледжа психиатров Великобритании «Психиатрический бюллетень» была опубликована статья А. И. Корягина «Принуждение в психиатрии: благо или беда?», содержащая восемь аргументов о существовании системы политического злоупотребления психиатрией в СССР и анализ злоупотребления психиатрией.
В 1995 году Корягин вернулся в Россию и в настоящее время проживает в Переславле-Залесском. В 1999 году был выдвинут кандидатом в депутаты Государственной Думы Федерального Собрания Российской Федерации третьего созыва от избирательного блока
«Движение патриотических сил — Русское Дело».

## Награды
- Почётная награда Американской академии психиатрии и юриспруденции «Золотое яблоко», 1981 год[28].
- Премия «За научную свободу и ответственность» Американской ассоциации развития науки, 1983 год[19][20][28].
- Альтернативная Нобелевская премия мира «Подсвечник Нансена», Осло, 1985 год[28][29]:97.
- Медаль «Узнику правды и свободы», Rothko Chapel, Houston, Texas, 1986 год[28].
- Кандидат на Нобелевскую премию мира в 1986 и 1987 году[28].
- Премия Лео и Лизл Этингер «За особые заслуги в этике», Университет Осло, 1987 год[28].
- Почётная докторская степень Свободного университета Амстердама, 1988 год[28][29]:119.
- Награда «За гуманность в медицине», Институт этики имени Кеннеди, Джорджтаунский университет, 1988 год[28].

Являлся почётным членом:
- Всемирной психиатрической ассоциации (в 1989 году вышел из неё в связи с тем, что Всесоюзное научное общество невропатологов и психиатров вновь приняли в данную ассоциацию)[17]:17[28][29]:133.
- Американской психиатрической ассоциации[16][28].
- Королевского колледжа психиатрии (Великобритания)[16][28].
- Нидерландского объединения психиатров (Голландия)[28].
- Независимой психиатрической ассоциации[30].

## В честь Корягина названы
В Швейцарии был создан фонд, носящий имя Корягина. В 1989 году данный фонд оказал содействие созданию Независимой психиатрической ассоциации.